# Vitte (Insel Hiddensee)
Vitte (ausgesprochen: Fitte) ist einer von vier Ortsteilen der Gemeinde Insel Hiddensee. 
Vitte bildet mit etwa 500 Einwohnern und den übrigen Wohngebieten auf der Insel die Gemeinde Seebad Hiddensee (Hiddensee insgesamt wies im Jahr 2017 rund 1000 Bewohner auf). In Vitte befindet sich die Gemeindeverwaltung, Vitte gilt damit als inoffizieller Inselhauptort.

## Geschichte
Der Name des größten Ortsteils auf der Insel Hiddensee stammt von Vitten, womit im Mittelalter Heringsfang- und Fischhandelsplätze bezeichnet wurden. 
Ab dem beginnenden 20. Jahrhundert wurde die kleine naturbelassene Insel zu einem beliebten Sommer-Aufenthaltsort, später auch Wohnort, von Künstlern, Schriftstellern oder Wissenschaftlern aus Deutschland. Sehr zeitig beschlossen die Einwohner, auf der gesamten Insel keinen individuellen Kraftfahrzeugverkehr zuzulassen.
Die schrittweise Entwicklung des Fremdenverkehrs, wie der Tourismus zu Beginn des 20. Jahrhunderts genannt wurde, führte vor allem in den Orten Kloster und Vitte zum Bau neuer Wohnsiedlungen mit Einlieger-Wohnungen für Feriengäste sowie dem Ausbau der Hafenanlagen. Traditionelle Wirtschaft wie der Fischfang oder die Landwirtschaft für den Eigenbedarf gingen allmählich zurück. Der Tourismus wurde zu einem bedeutenden Erwerbszweig, allerdings im Wesentlichen auf die Sommermonate beschränkt. Die Bewohner arbeiteten in den neuen Hotels, in der Dienstleistung oder vermieteten Zimmer an Urlauber.

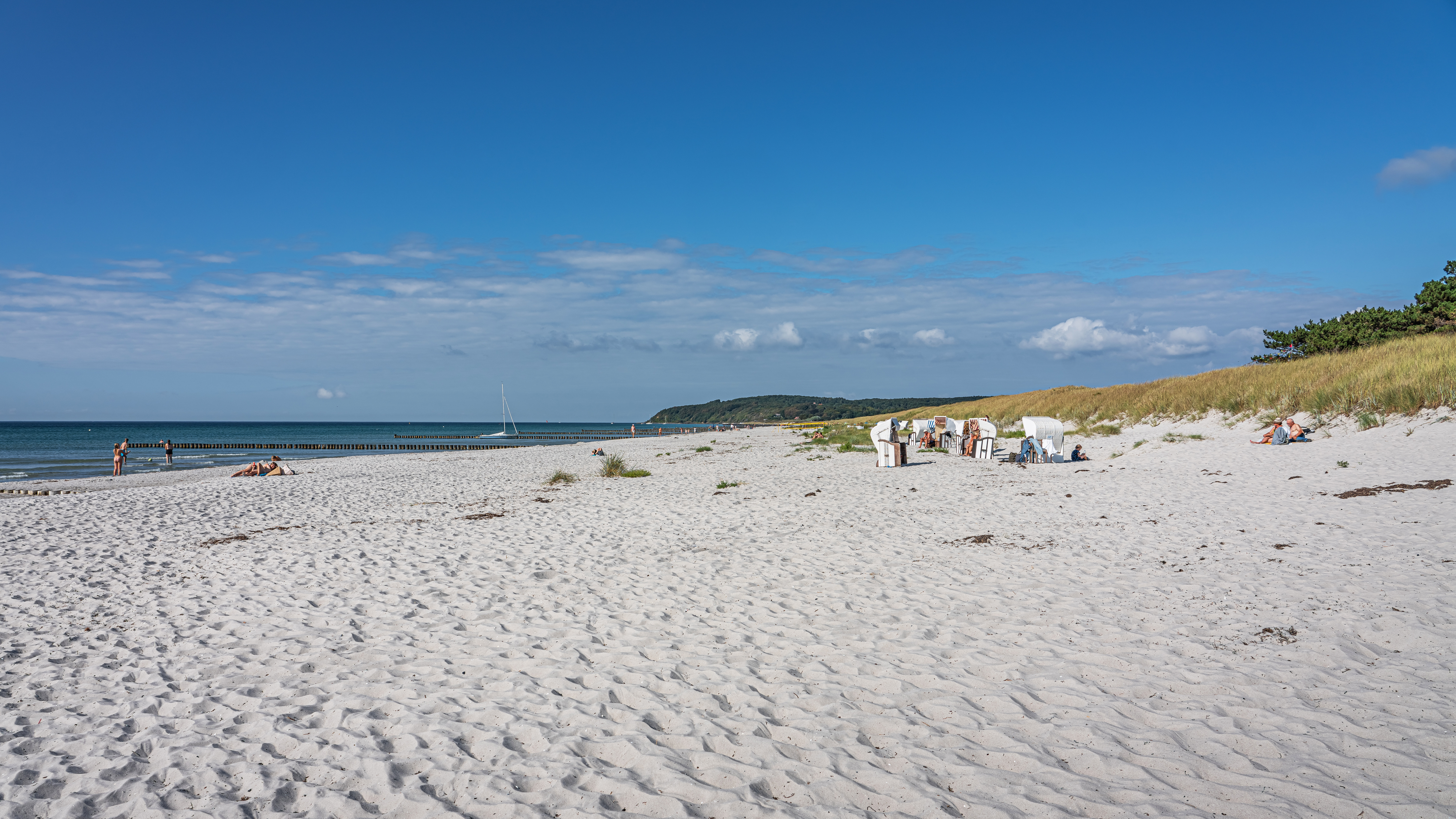
Strand in Vitte

Nach der Gründung der DDR und des FDGB trat der Gewerkschaftsbund als Hauptvermieter von Urlaubsunterkünften auf Hiddensee auf. Entweder hatte der FDGB bald eigene Gebäude errichtet – in Vitte zum Beispiel das zurzeit leerstehende FDGB-Erholungsheim Zur Ostsee oder die vorhandenen Gasthäuser und privaten Zimmervermieter wurden vertraglich verpflichtet, in der Hauptsaison nur noch über die Gewerkschaft zu buchen.
Nach der Wende ging der Tourismus auf der gesamten Insel erst einmal deutlich zurück, viele jüngere Hiddenseer verließen zudem ihre Insel; die Einwohner konnten aber nun ganzjährig an Privatpersonen vermieten. Die Restaurants und Hotels mussten dagegen umfassend investieren, um auf einen Mindeststandard für Touristen zu kommen. Neben technischen Erneuerungen wurden die meisten Gebäude auch baulich saniert. – Im 21. Jahrhundert erreichte die Ferienwirtschaft einen neuen Boom. 
Die Westseite des Ortsteilbereiches Vitte verfügt über einen langen Badestrand mit feinem Seesand.

## Besondere Bauwerke und Museen

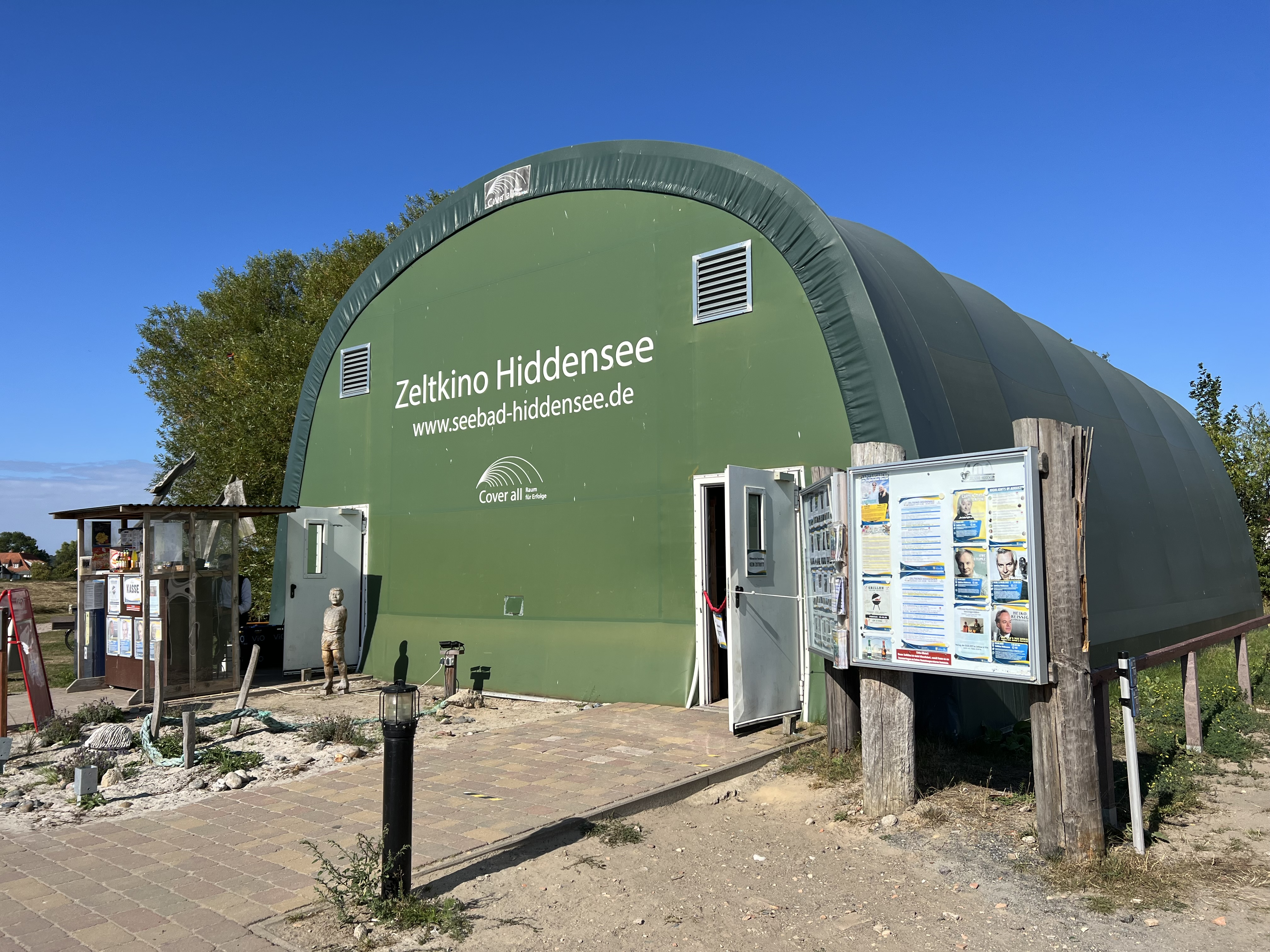
Zeltkino

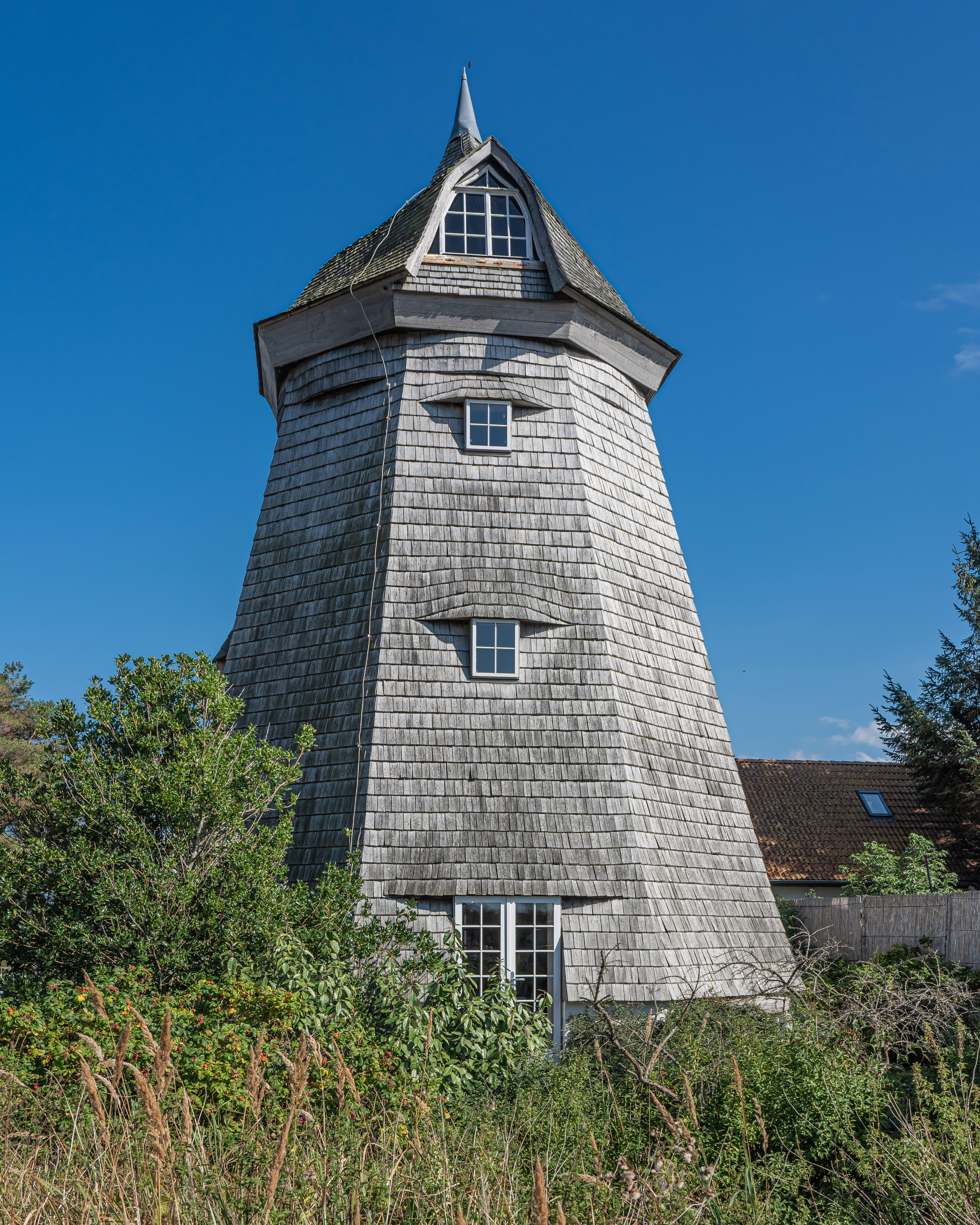
Windmühle

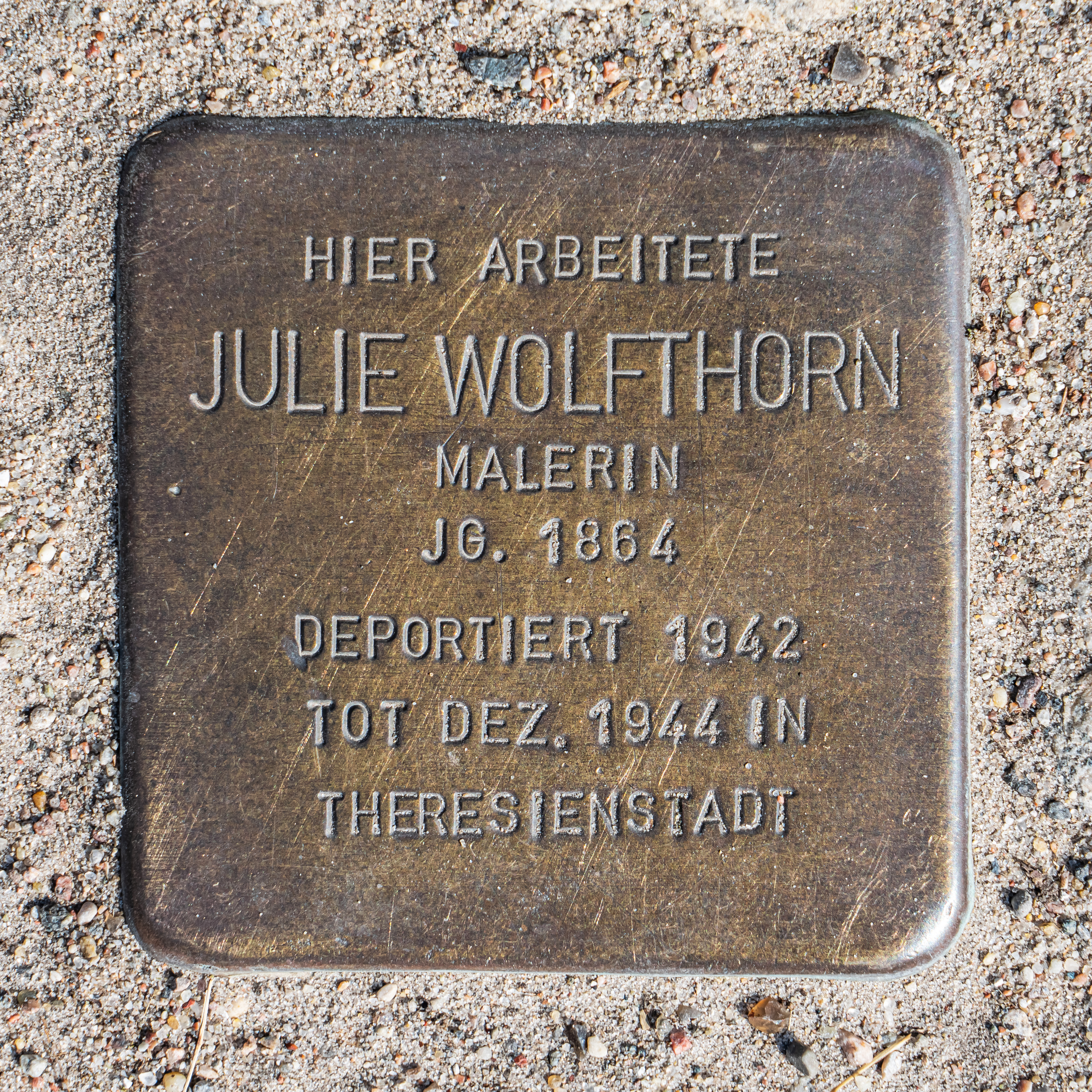
Stolperstein für Julie Wolfthorn

### Künstlerhäuser
Am nördlichen Rand des früheren Fischerdorfes liegt eine kleine Ansiedlung mit mehreren einstöckigen Gebäuden, die von Künstlerinnen und Künstlern, vor allem Malern und Fotografen, errichtet worden waren. Die Häuser erhielten ihre Namen nach den Eigentümern wie das Henni-Lehmann-Haus, das Asta-Nielsen-Haus oder nach der auffälligen Außengestaltung wie die Blaue Scheune. Die Bewohnerinnen schlossen sich zum Hiddensoer Künstlerinnenbund zusammen. Der Zusammenhalt erwies sich in der Zeit des Nationalsozialismus als besonders wichtig, als Juden, Andersdenkende und Ausländer verfolgt wurden.
Ein Gebäudeverbund am Norderende, Ecke Wallweg, weist mit einer aus Granit gearbeiteten Gedenktafel darauf hin, dass hier Gerhart Hauptmann zwischen 1896 und 1899 mehrfach sein Sommerdomizil genommen hatte.

### Weiteres Nennenswertes
- Nationalparkhaus, Norderende 2; an der Grenze zu Kloster[3]
- Homunkulus Figurensammlung, in einem 2014 fertiggestellten Neubau aus Lärchenholz ist eine Sammlung von Marionetten sowie anderen Figuren und Spielmodellen zu sehen, die in verschiedenen Stücken der Seebühne Hiddensee zum Einsatz kamen oder kommen[4].
- Ärztehaus auf dem Süderende, ein ausgebautes Backsteingebäude vom Beginn des 20. Jahrhunderts
- Kommunalhafen Vitte mit angeschlossenem Seglerhafen
- Hexenhaus, eine 1755 errichtete Fischerkate (Süderende 105), denkmalgeschützt; Sommerwohnsitz von Adolf Reichwein, Pädagoge und Politiker der Weimarer Republik, weiter im Eigentum der Familie
- Insel-Information
- Hafencenter
- Rathaus Vitte/Gemeindeverwaltung, Norderende 162
- Korpus der Windmühle Vitte
- Zeltkino
- Seebühne Hiddensee in Vitte, Wallweg 2; gegründet 1997 von Karl Huck und Wiebke Volksdorf
- Villa Karusel, Museum zu Leben und Werk der Schauspielerin Asta Nielsen und des Architekten Max Taut
- Blaues Strandhaus Vitte, Norderende 38

### Hausmarken
Viele Hausnummern oder Dachfirste weisen Hausmarken auf.

### Stolpersteine
In Vitte verlegte der Aktionskünstler Gunter Demnig in den 2000er Jahren sechs Stolpersteine. Diese erinnern an Julie Wolfthorn, Henni Lehmann, Susanne Ritscher, Clara Arnheim, Käthe Löwenthal und an Adolf Reichwein. Alle wohnten und arbeiteten in der NS-Zeit in Vitte.

### Rettungsstation der DGzRS
Seit 1992 betreibt die Deutsche Gesellschaft zur Rettung Schiffbrüchiger (DGzRS) eine Rettungsstation im Hafen von Vitte. Vor dem Stationsgebäude liegt am Kai für die Seenotrettung rings um die Insel Hiddensee und den Westrügener Bodden ein Seenotrettungsboot.